# 関西美術院
関西美術院（かんさいびじゅついん）は、京都市左京区にある美術研究所。

## 概要
1901年に関西で組織された洋画家の懇親会である関西美術会・二十日会と、1902年に洋画家浅井忠が創立した聖護院洋画研究所を前身とする。教授に鹿子木孟郎・伊藤快彦・都鳥英喜らがあたり、日本近代洋画の逸材を多数輩出した。現代においても日展で受賞者を輩出するなど、優れた絵画教育を継承している。創立以来、ほとんどの指導者は無報酬で指導しており、現在も基本的に無償活動によって運営されている。
教育制度は甲科・乙科の二つに分かれており、乙科では石膏デッサン、甲科では人体デッサンと油絵製作が行われている。またクロッキー会と人体デッサン会が別に行われ、事前に了承を得れば院生（研究員）以外でも参加できる制度になっている。洋画家の三谷祐幸代表による個人所有だったが、三谷の寄付により、2017年11月時点で、石山寺の所有となっている。
建物は武田五一が設計し、国の登録有形文化財になっている。

## 歴史
- 1901年、京都・大阪の画家達によって相互協力の場として関西美術会が設立、参加会員による競技会や展覧会などを行い始める。
- 1902年、明治期を代表する洋画家として知られる浅井忠が京都高等工芸学校教授として政府に招致され、関東から関西へと住居を移す。
- 1903年、浅井忠が工芸学校での教育と平行して自宅アトリエでの教育活動を開始（聖護院洋画研究所）、また関西美術会の流れを汲む懇親会「二十日会」にも関わりを持つ。
- 1905年、関西美術会と聖護院洋画研究所の統合が決定される。
- 1906年、3月2日に関西美術院の創立式が開催され、浅井忠が初代院長（代表）に就任する。
- 1907年、浅井忠の死去に伴い、顧問であった中沢岩太が二代院長に就任。
- 1908年、欧州留学から帰国した鹿子木孟郎が三代院長に就任。
- 1915年、日本画部の創設を巡って鹿子木孟郎が院長を退任。暫くの間は院長職が空席となる。
- 1916年、伊藤快彦が四代院長に就任。
- 1936年、高齢により伊藤快彦が院長を退任。黒田重太郎が院長代理を務める。
- 1943年、太平洋戦争の影響から院生募集を中止。
- 1946年、戦争で荒廃した関西美術院の再建が進められる。
- 1968年、理事制度へと指導体制を改革。黒田重太郎が初代理事長に就任。以降、理事長の選出が続けられる。
- 1970年、黒田重太郎の死去に伴い、霜鳥之彦が理事長に就任。
- 1982年、霜鳥之彦の死去に伴い、福井勇が理事長に就任。
- 1988年、福井勇の死去に伴い、津田周平が理事長に就任。
- 1990年、津田周平の死去に伴い、田中勇次郎が理事長に就任。
- 2006年、創立百周年を記念して「浅井忠と関西美術院展」が府中市美術館・京都市美術館で開催される[2]。

## 主な出身者
- 梅原龍三郎
- 河井新蔵
- 霜鳥之彦
- 黒田重太郎
- 沢部清五郎
- 須田国太郎
- 田中善之助
- 津田青楓
- 寺松国太郎
- 西川純
- 宮本三郎
- 向井潤吉
- 安井曾太郎
- 田崎広助
- 月形明比古